# Rumilly (province)
La province de Rumilly est l'une des circonscriptions du duché de Savoie pour la période de 1816 à 1818. Elle correspond en partie à la région naturelle de l'Albanais, à laquelle ont été adjoints le pays de Seyssel et la Semine. Son chef-lieu est établi dans la ville de Rumilly.

## Histoire
La province de Rumilly est créée par un édit du roi de Sardaigne Victor-Emmanuel Ier, le 16 décembre 1816. Cette création entraine notamment la modification de l'organisation administrative du duché, qui passe à neuf provinces. Son existence est de courte durée, puisque le nouvel édit du 10 novembre 1818 supprime la province de Rumilly et réparti les différents mandements entre les provinces de Savoie Propre, de Carouge et du Genevois.

## Organisation administrative
La province est divisée en 4 mandements, réunissant 60 communes. son chef-lieu est la ville de Rumilly.
1. Le mandement de La Biolle.
2. Le mandement de Ruffieux.
3. Le mandement de Rumilly.
4. Le mandement de Seyssel.

Chacun de ces mandements est organisé d'un chef-lieu (indiqué en italique) et composé par les communes suivantes (selon l'organisation de 1816)  :

### Mandement de La Biolle
Les communes du mandement sont :
1. Albens
2. La Biolle
3. Brison-Saint-Innocent
4. Cessens
5. Chainaz
6. Cusy
7. Épersy
8. Mognard
9. Mûres
10. Saint-Germain-près-de-La Biolle
11. Saint-Girod
12. Saint-Ours

### Mandement de Ruffieux
Les communes du mandement sont :
1. Chanaz
2. Chindrieux
3. Conjux
4. Lornay
5. Motz
6. Ruffieux
7. Serrières
8. Vions

### Mandement de Rumilly
Les communes du mandement sont :
1. Alby
2. Ansigny
3. Bloye
4. Bonneguette
5. Boussy
6. Étercy
7. Hauteville
8. Héry-sur-Alby
9. Marcellaz
10. Marigny
11. Massingy
12. Moye
13. Rumilly
14. Saint-André
15. Saint-Eusèbe
16. Saint-Félix
17. Saint-Marcel
18. Sales
19. Syon
20. Thusy
21. Vaulx (Veaux)
22. Vallières
23. Versonnex

#### Mandement de Seyssel
Les communes du mandement sont :
1. Arcine
2. Bassy
3. Challonges
4. Chêne-en-Semine
5. Chilly
6. Clarafond
7. Clermont
8. Crempigny
9. Desingy
10. Droisy
11. Éloise
12. Franclens
13. Menthonnex
14. Saint-Germain
15. Seyssel
16. Usinens
17. Vanzy